# Jubiläumsrigg
 Jubiläumsrigg (engl.: jubilee rig; auch baldheader, bald-headed rig (dt.: Glatzkopf-Rigg); stump-topgallant rig (Bramstumpfrigg), in den Vereinigten Staaten oft poor man’s rig (Armen-Mannes-Rigg)) ist eine Bezeichnung für eine Besegelungsart (Rigg) ohne oberste Segel.
Bei Rahseglern hat der Mast nur Untersegel, Mars- und Bramsegel (einfach oder doppelt), keine Royalrahen (und keine Skyrahen), bei Schonern nur Hauptgaffelsegel, keine Toppsegel. Der erste Fünfmastgaffelschoner der USA, die Louis (1888–1907), führte ein solches Rigg.
Den Namen "Jubiläumsrigg" erhielt diese Besegelungsart, weil sie in England zum ersten Mal 1887, im sog. Jubiläumsjahr (50. Thronjubiläum) der britischen Königin Victoria, eingesetzt wurde. In Deutschland wurde sie aber schon früher (1874) gefahren. Sie war in den USA stark verbreitet.

## Bekannte Vertreter dieses Riggs
- Viermastbarken
  - Pommern ex Mneme (1903, Flying-P-Liner, heute Museumsschiff in Mariehamn)
  - Lawhill (1892–1959)
  - Garthpool ex Jutepolis (1891–1929)
- Fünfmastbark
  - France (1911–1922)
- Dreimastgaffelschoner
  - Wawona (1897, in Seattle aufgelegt)
- Viermastgaffelschoner
  - Dauntless (1898–1928)
- Fünfmastgaffelschoner
  - City of Portland (1916–1932)